# Julian Jeanvier
Julian Marc Jeanvier (* 31. März 1992 in Clichy) ist ein guineisch-französischer Fußballspieler, der beim türkischen Klub Kayserispor spielt.

## Karriere

### Verein
Jeanvier begann seine fußballerische Ausbildung bei der US Clichy-sur-Seine, wo er von 2000 bis 2006 spielte, ehe er zu Entente Sannois Saint-Gratien wechselte. Bis 2008 spielte er auch bei INF Clairefontaine, der Jugendakademie des französischen Fußballverbandes. Im Sommer 2008 wechselte er schließlich in die Jugend der AS Nancy. Nach einigen Einsätzen auch für die zweite Mannschaft in der National 2 debütierte er am 20. Spieltag der Saison 2012/13 in der Ligue 1 gegen den OSC Lille über die vollen 90 Minuten in der Innenverteidigung. Bei den Profis konnte er sich jedoch nicht durchsetzen und so kam er insgesamt zu zehn Einsätzen in der Liga und im Pokal.
So wechselte er im darauf folgenden Sommer zum OSC Lille, einem Ligakonkurrenten. Hier spielte er allerdings in der Saison 2013/14 kein Profispiel und so wurde er für die gesamte Spielzeit 2014/15 nach Belgien an Royal Excel Mouscron verliehen. Auch hier war er keine Stammkraft und kam nur in 17 von 36 Spielen zum Zug. Nach seiner Rückkehr folgte die zweite Leihe, dieses Mal innerhalb Frankreichs zu Red Star Paris. Hier schoss er am zehnten Spieltag bei einem 1:1-Unentschieden gegen Olympique Nîmes das erste Tor seiner Profikarriere. In Paris kam er zu 24 Einsätzen, wobei er zweimal in der Ligue 2 traf.
Nach der erneuten Rückkehr wechselte er endgültig in die Ligue zu Stade Reims. Dort war er absoluter Stammspieler und spielte in der Liga und dem Ligapokal zusammen 30 Mal, wobei er zwei Tore erzielte. In der Saison 2017/18 schoss er drei Tore in wettbewerbsübergreifend 37 Partien. Mit Reims gewann er die zweite französische Liga und schaffte mit dem Klub so den Aufstieg in die Ligue 1. Nebenbei wurde er nach beiden Saisons in das Team der Saison der Ligue 2 gewählt.
Jeanvier verließ den Verein jedoch und unterschrieb in England beim Zweitligisten FC Brentford. Nach Anfangsschwierigkeiten war er dort Stamminnenverteidiger und kam zu fünf Toren in 31 Einsätzen in der Liga und den beiden Pokalwettbewerben. In der Saison 2019/20 bestritt er 27 Spiele und schoss dabei ein Tor. Für die Saison 2020/21 wurde er an den türkischen Erstligisten Kasımpaşa Istanbul verliehen. Nach vier Ligaeinsätzen verletzte sich schwer am Knie und fiel für den Rest der Spielzeit aus. Während seiner Abwesenheit stieg Brentford in die Premier League auf und Jeanvier kehrte nach England zurück. In der Saison 2021/22 stand er zwar einige Male im Kader, spielte jedoch keinmal.
Im Sommer 2022 kehrte er wieder nach Frankreich in die Ligue 1 zurück und wechselte zum Aufsteiger AJ Auxerre.
Im September 2023 unterschrieb Jeanvier einen Zweijahresvertrag bei Kayserispor.

### Nationalmannschaft
Am 7. Juni 2019 kam Jeanvier zu seinem Debüt für die guineische A-Nationalmannschaft in einem Freundschaftsspiel gegen Gambia. Nach sechs Einsätzen fiel er lange aufgrund seiner Verletzung aus und stand bis Juni 2022 nicht mehr im Kader.
Anlässlich des Afrika-Cups 2024  wurde er in den guineischen Kader berufen.

## Erfolge
Stade Reims
- Französischer Zweitligameister und Aufstieg in die Ligue 1: 2018